# Universidad Privada de Marrakech
La Universidad Privada de Marrakech (UPM) es una universidad marroquí privada con sede en Marrakech. Fue fundada en 2005.

## Historia
UPM fuecreada en 2005 por Mohamed Kabbadj.
El establecimiento recibe en 2012 la acreditación oficial del ministerio marroquí a cargo de la enseñanza superior como universidad privada.
Development Partners International (DPI), un fondo de inversión con sede en Londres, adquirió participaciones en 2014, seguido de Mediterrania Capital Partners (MCP), fondo de inversión regional, en 2016, en la sociedad de cartera educativa KMR Holding creada en 2014 por Mohamed Kabbadj.
En 2015, el UPM se desarrolla en Senegal con el rescate de la facultad privada de medicina de Dakar.
En 2018, la UPM obtiene el reconocimiento del ministerio marroquí responsable de la educación superior, lo que le permite obtener la equivalencia de sus diplomas acreditados con los emitidos por el Estado. En el mismo año, la UPM compró la Universidad Internacional de Casablanca
En 2019, la Corporación Financiera Internacional, una filial del Grupo del Banco Mundial dedicada al sector privado, otorgó un préstamo de 14 millones de euros a la tenencia de la UPM, con el lanzamiento de la Facultad de Medicina Privada en Marrakech y el desarrollo de la Universidad Médica de Dakar.

## La oferta de formación
La oferta de formación de la Universidad se articula en torno a tres ejes fundamentales :
- la formación inicial ;
- la investigación y el desarrollo ;
- la formación continua y el consejo.

Las enseñanzas están organizados en torno a varios polos : turismo y hostelería, business y gobernanza, ingeniería e innovación, salud, deportes, digital y medios de comunicación.

## Localizaciones
La UPM tiene varios campus en África: Marruecos, Senegal, Costa de Marfil y el Congo. El primer campus europeo se abrió en Portugal en 2017 (división de hoteles y turismo).
El campus de Marrakech, sede de la UPM, abarca 32 hectáreas y tiene capacidad para 2.200 estudiantes.